# Страмбени (Калдарару)
Страмбени (рум. Strâmbeni) насеље је у Румунији у округу Арђеш у општини Калдарару. Oпштина се налази на надморској висини од 169 m.

## Становништво
Према подацима из 2002. године у насељу је живело 1159 становника, од којих су сви румунске националности.